# جفال (تشالدران)
جفال (بالفارسية: جفال) هي قرية تقع في قسم ببه‌جيك (مقاطعة تشالدران) في إيران. يقدر عدد سكانها بـ 36 نسمة بحسب إحصاء 2016.